# Route nationale 619
Die Route nationale 619, kurz N 619 oder RN 619, war eine französische Nationalstraße, die von 1933 bis 1973 zwischen Prades und Saint-Paul-de-Fenouillet verlief. Ihre Länge betrug 48 Kilometer.

## N 619a
Die Route nationale 619A, kurz N 619A oder RN 619A, war von 1933 bis 1973 eine französische Nationalstraße und zugleich ein Seitenast der N 619, der von dieser nördlich von Prades abzweigte und nach Molitg-les-Bains führte. Die Gesamtlänge betrug drei Kilometer. Die Straße wurde in den Verlauf der Departementsstraße 14 integriert.